# Ботанический музей
Ботанический музей им. В. Л. Комарова — единственный в стране ботанический музей. Входит в состав Ботанического сада Петра Великого.
Экспозиции Ботанического музея посвящены растительности Земного шара, эволюции растительного мира, месту растений в жизни человека. В музее регулярно проводятся художественные и научно-популярные временные выставки, тематика которых связана с миром растений.
Музей расположен в здании по адресу ул. Профессора Попова, д. 2.

## История музея
Датой основания Музея следует считать 1823 год, когда Аптекарский огород был реорганизован в Императорский Ботанический сад. Именно тогда было положено начало первым ботаническим коллекциям: гербарию (коллекции сухих растений), семинарию (коллекции свежих семян) и Музею (собранию различных ботанических объектов, которые из-за своей громоздкости требовали отдельного хранения). Новым директором Сада был назначен Ф. Б. Фишер, который ранее был главой Горенского Ботанического сада под Москвой, принадлежавшего А. К. Разумовскому. Под руководством Ф. Б. Фишера Императорский Ботанический сад из учреждения, ориентированного на прикладные нужды медицины, превратился в научный ботанический центр.
В предвоенные годы (1939-1941) работой Ботанического Музея руководил палеоботаник А.В. Ярмоленко. В 1941 г. он ушел на фронт и погиб во время Великой Отечественной войны. В годы войны часть сотрудников Ботанического института была эвакуирована в Казань, где исполняющим обязанности заведующего музеем был назначен художник Г. В. Аркадьев. В блокадном Ленинграде основная деятельность оставшихся сотрудников была сосредоточена на консервации и сохранении коллекций. Вместе с сотрудниками отдела растительных ресурсов в клубе института была организована постоянная выставка по съедобным и ядовитым растениям.
С 2004 г. по настоящее время заведующим Музеем является В. А. Николаев. Основной областью его научных интересов являются диатомовые водоросли. Осенью 2004 г. Музей был вновь открыт для посетителей. Помимо основных экспозиций в нем постоянно организуются временные выставки по научно-популярной и художественной тематики.
Обширные фонды Ботанического музея подразделяются на Дендрологическую коллекцию, в которую входят образцы древесин, Карпологическую (образцы плодов и семян) и Палеоботаническую (образцы ископаемых растений) коллекции, а также – коллекцию по Экономической ботанике (в ней собраны растения, используемые человеком, разнообразные изделия и продукты из них). Помимо этих разделов, в фонды музея входят Фототека и Архив – около 10 тыс. негативов, фотографий и документов XIX-начала XX века.

## Коллекции и фонды
Карпологическая коллекция насчитывает более 36 000 образцов плодов и семян, относящихся к 23 000 видов.
Все предметы музея распределены на 5 коллекций: карпологическую, ксилологическую, или дендрологическую, анатомическую, ископаемых растений и, наконец, предметов по прикладной ботанике.
Дендрологическая коллекция насчитывает около 12 тысяч образцов древесины деревьев, кустарников и лиан, относящихся приблизительно к 5000 видам растений.
В состав коллекции экономической ботаники входят образцы растений, используемых человеком, а также продукты и изделия, изготовленные из них.
Особенно интересна была коллекция Амурского края, состоявшая из 700 ископаемых растений, приобретенная в 1864 году у Ф. Б. Шмидта; также немаловажное значение имело собрание древних свайных построек в Швейцарии, полученное от Мессикомера в 1865 году.
Музей находился сначала под ведением Фишера, затем переходил к другим лицам и, наконец, в 1870 году консерватором музея был назначен А. Ф. Баталин, которому принадлежит бесспорная заслуга благоустройства музея.